# Трапеція (фільм)
«Трапеція» («Trapeze») — американський кінофільм 1956 року, знятий режисером Керолом Рідом, з Бертом Ланкастером, Тоні Кертісом і Джиною Лоллобриджидою у головних ролях.

## Сюжет
Екранізація роману Макса Катто «Три трапеції або диск, що вбиває» Акробат-початківець Тіно Орсіні вступає до циркової трупи, де працює Майк Ріббл, відомий у минулому повітряний гімнаст. Колись Майк виступав разом із батьком Тіно. Молодий Орсіні хоче, щоб Майк навчив його виконувати небезпечний тюрк — потрійне сальто. Майк не робив його вже багато років. Але спокуса занадто велика, і він погоджується навчити молоду людину всього, що знає сам. До них приєднується амбітна красуня Лола. Вона прагне стати учасницею номера, який обіцяє стати окрасою циркового шоу. Лола намагається спокусити Майка, але нею захоплюється Тіно. Суперництво між чоловіками загострює обстановку. Нарешті Майк і Тіно виконують небезпечний трюк. Потрійне сальто без страховки має великий успіх. Не витримуючи зв'язку Тіно і Лоли, Майк вирішує піти з трупи. Але на нього чекає сюрприз — Лола кохає його. Партнери залишають цирк, залишаючи Тіно на самоті.

## У ролях
- Берт Ланкастер — Майк Ріббл
- Тоні Кертіс — Тіно Орсіні
- Джина Лоллобриджида — Лола
- Кеті Хурадо — Роза О'Флінн
- Томас Гомес — месьє Бульоне
- Джонні Пулео — Макс, ліліпут
- Майнор Вотсон — Джон Рінглінг Норт
- Жерар Ландрі — Чіккі
- Жан-П'єр Керієн — Отто
- Сід Джеймс — заклинатель змій
- Гаміль Ратіб — Стефан
- П'єр Табар — Поль
- Едвар Агопян — партнер Лоли
- Ашілль Заватта — Заватта
- Мілос — Мілос, клоун
- Едвард Вард — епізод
- Джо Ворфілд — епізод
- Ролан Карей — циркач на трапеції
- Гі Прово — журналіст
- Серж Бенто — цирковий артист / журналіст
- Поль Боніфас — Поль, рознощик
- Анрі Куте — цирковий електромонтер
- Едуар Франкомм — цирковий електромонтер
- Люсьєн Десано — циркач
- Габріель Фонтан — стара з тростиною
- Поль Февр — бармен
- Сільвен Левіньяк — глядач
- Ріко Лопес — циркач
- Юбер де Лаппаран — фотограф
- Мішель Томасс — інспектор манежу
- Саллі Марлоу — епізод
- Віллі Краузе — епізод

## Знімальна група
- Режисер — Керол Рід
- Сценаристи — Лайам О'Браєн, Джеймс Р. Вебб, Вулф Манковіц, Бен Хехт
- Оператор — Роберт Краскер
- Композитор — Малкольм Арнольд
- Художник — Ріно Монделліні
- Продюсери — Гарольд Хехт, Берт Ланкастер